# Moring

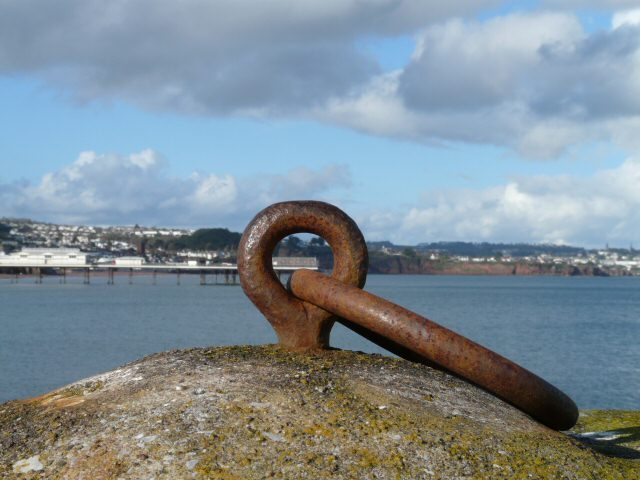
Moring

En moring är en stor flytande boj som används för förtöjning av stora fartyg. Moringar ligger ofta i vattenytan, väger flera ton och är gjorda i betong. De brukar vara oupplysta nattetid och utgör därför en stor fara för små fartyg. Moringar skall finnas utmärkta på bland annat svenska sjökort.
Moringar kan också vara kraftiga ringbultar av stål fastsatta i berget eller i kajen och avsedda att förtöja fartyg i.
I flottning av timmer användes moringar, fästa i berg, eller med en flytkropp av grovt timmer vilket ankrades på en lämplig plats.